# Otosan

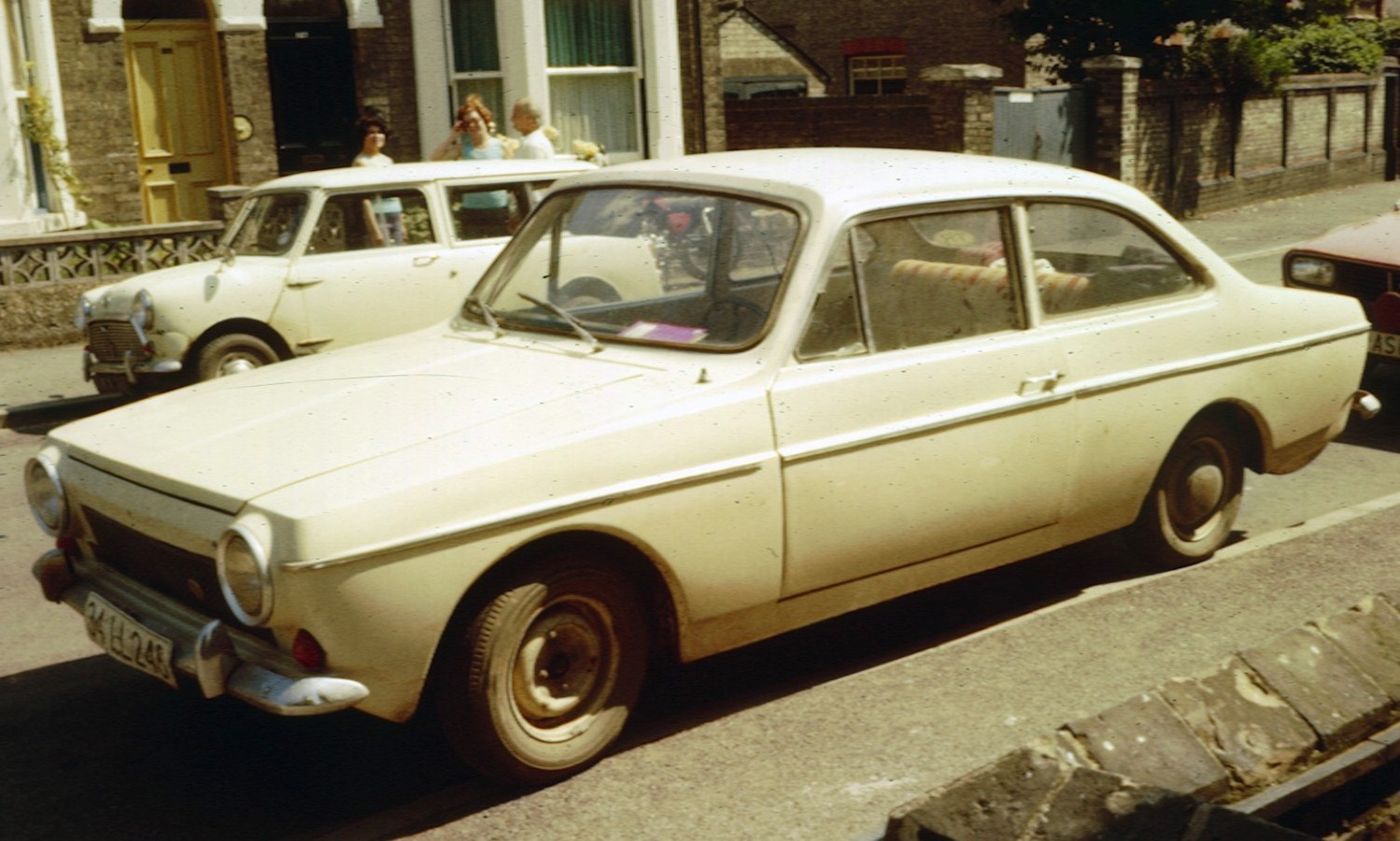
Anadol A 1 (1974)

Otosan (voluit: Otomobil Sanayii, "Auto-industrie"), tegenwoordig Ford Otosan (voluit Ford Otomotiv Sanayi A.Ş.), is een Turkse autofabrikant.

## Geschiedenis
Otosan was de eerste personenautofabrikant van Turkije. Het bedrijf Otosan Otomobil Sanayii werd in 1959 opgericht door Vehbi Koç in Istanboel. Otosan had contracten met Ford, Ford of Britain en Ford Germany.
In 1960 was de Ford Consul het eerste model dat in de fabriek werd geproduceerd, gevolgd door de Ford Thames, diverse Ford-vrachtautomodellen en de Duitse Ford Taunus 17 M als combi. In 1967 begon de productie van de Ford Transit.

### Anadol
Tussen 1966 en 1986 produceerde het bedrijf ook personenauto's van het merk Anadol, ontwikkeld in Turkije.

### Otosan Ford en Ford
In 1977 ondertekende het bedrijf een nieuwe overeenkomst met Ford en werd de bedrijfsnaam gewijzigd in Ford Otosan. In 1983 ging de Ford Cargo in productie en in datzelfde jaar verhoogde Ford zijn eigendomsaandeel in het bedrijf tot 30 procent. De Anadol werd in 1986 opgevolgd door een bijgewerkte versie van de Ford Taunus, in 1993 gevolgd door de Ford Escort (tot 1999).
In 1997 werd het bedrijf omgedoopt tot Ford Otomotiv Sanayi A.Ş.. Alle Ford Transit-versies komen sinds april 2004 uit Turkije nadat de productie in Genk werd stopgezet.

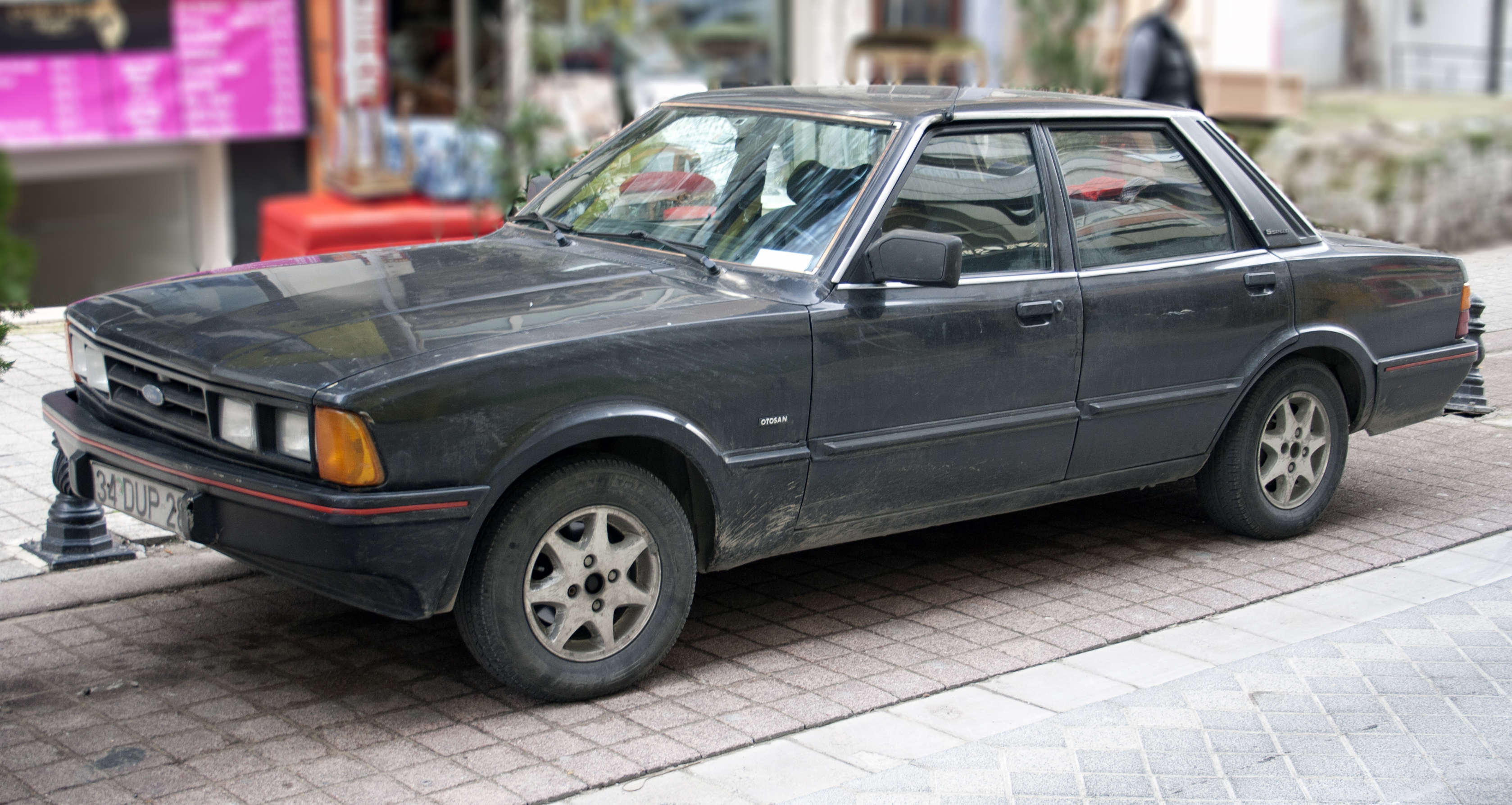
Otosan Ford Taunus
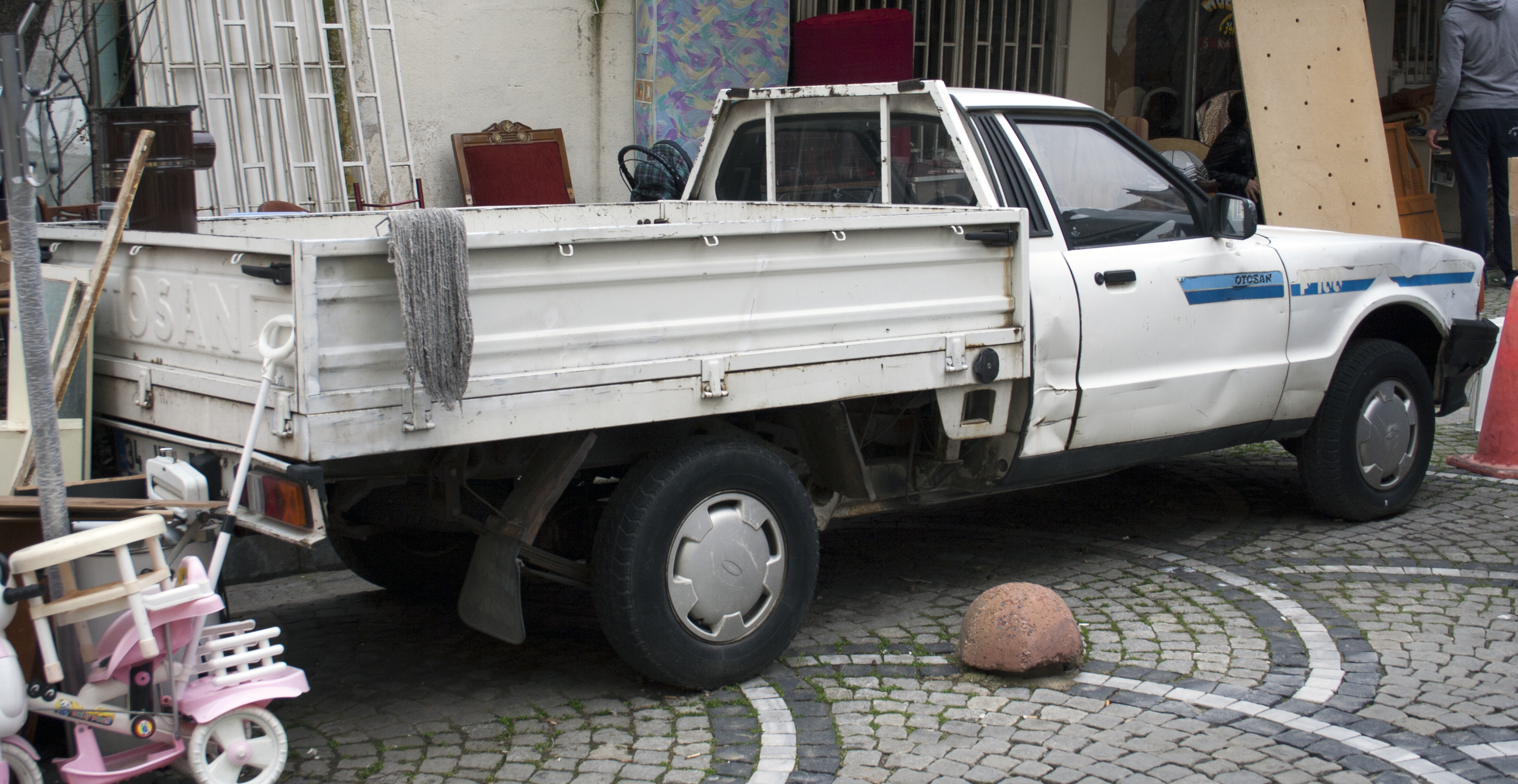
Otosan Ford P 100
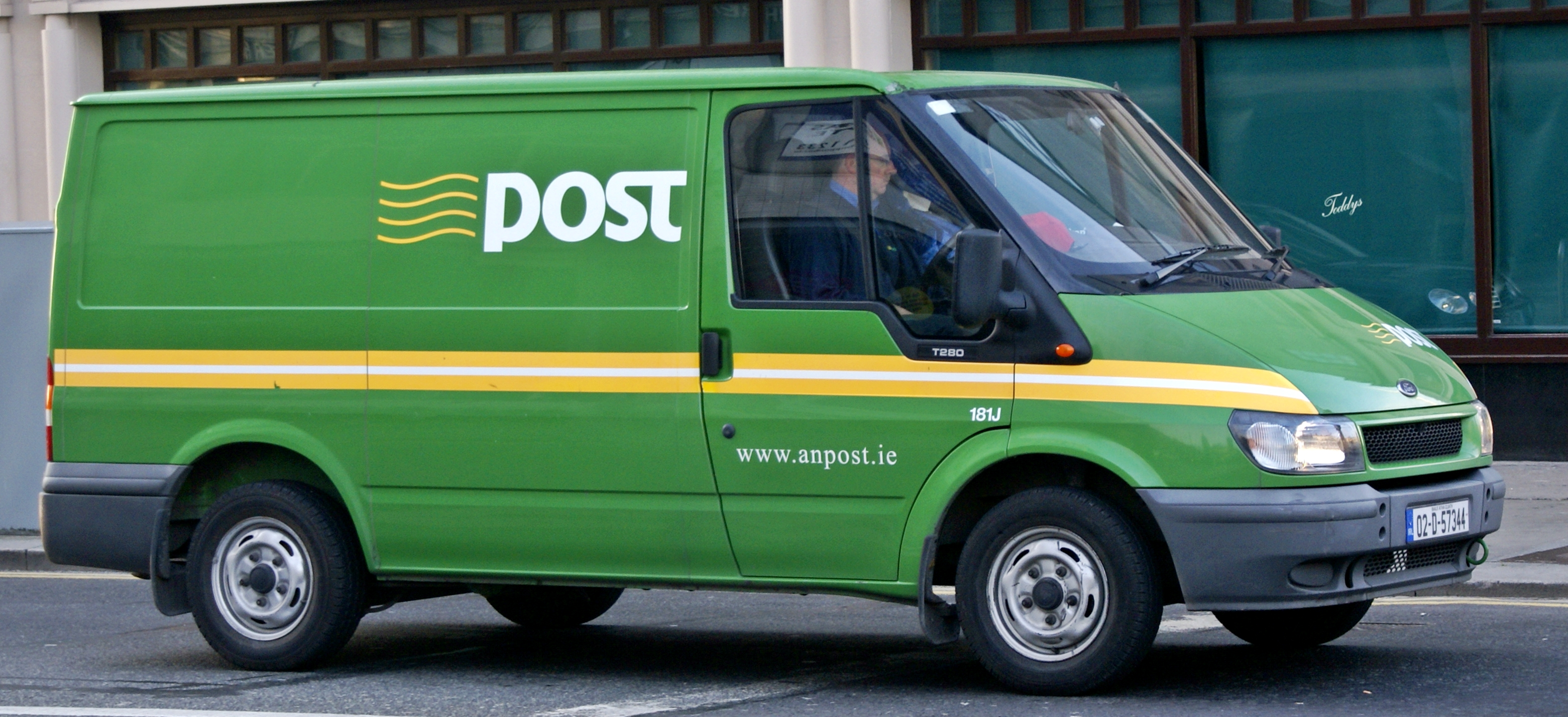
Ford Transit (vanaf 2000)
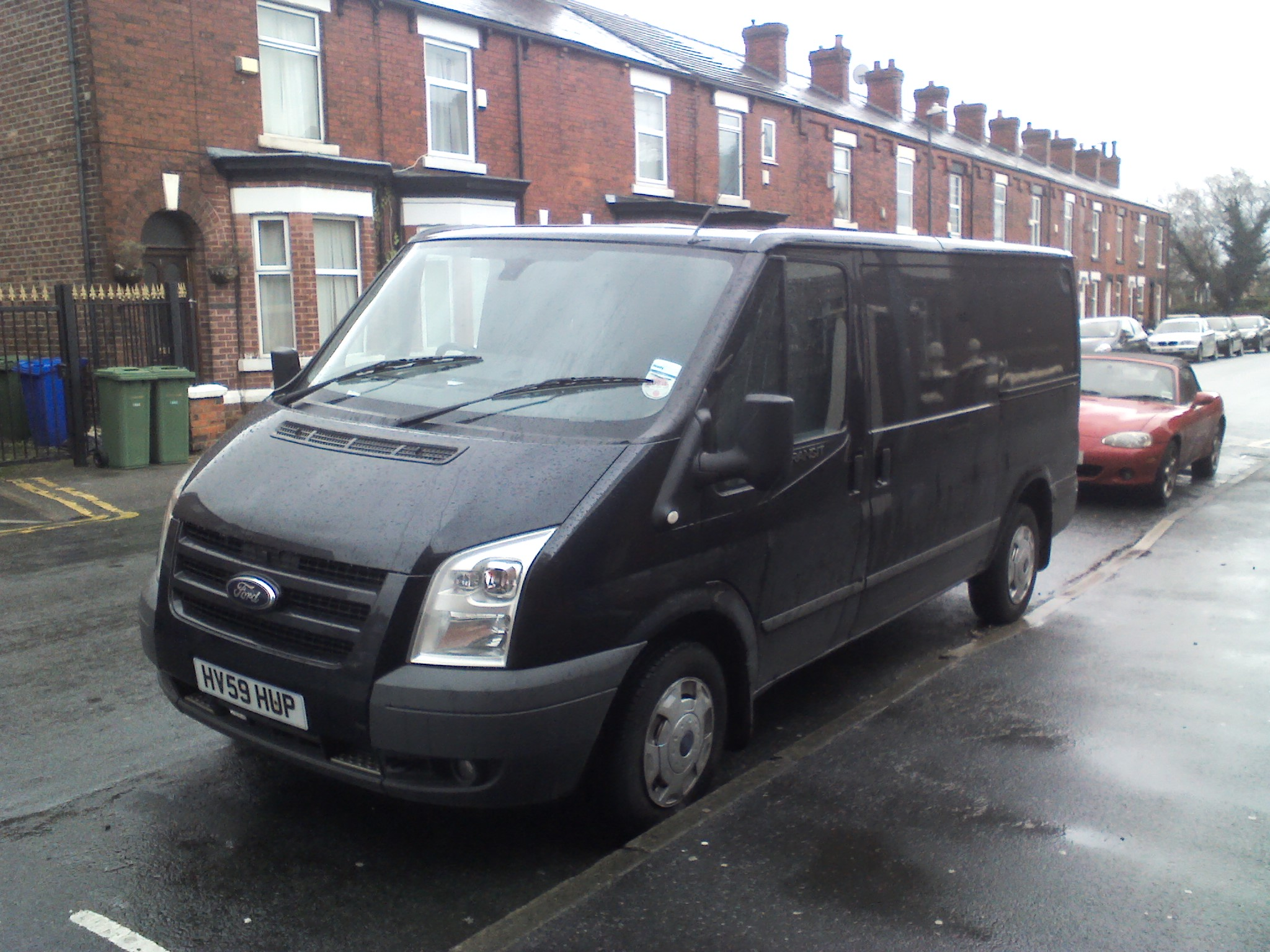
Ford Transit (vanaf 2006)
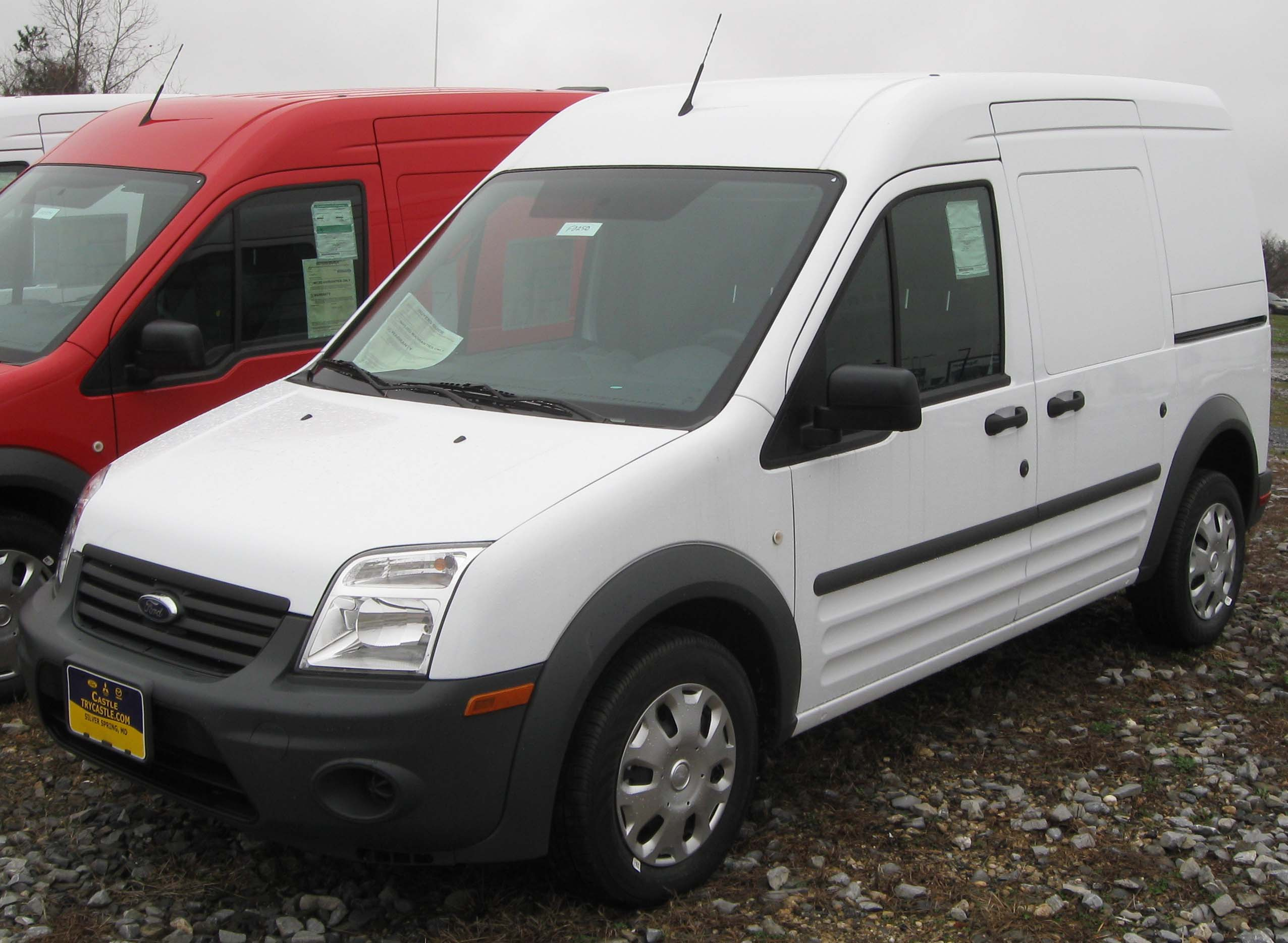
Ford Transit Connect (2002-2013)
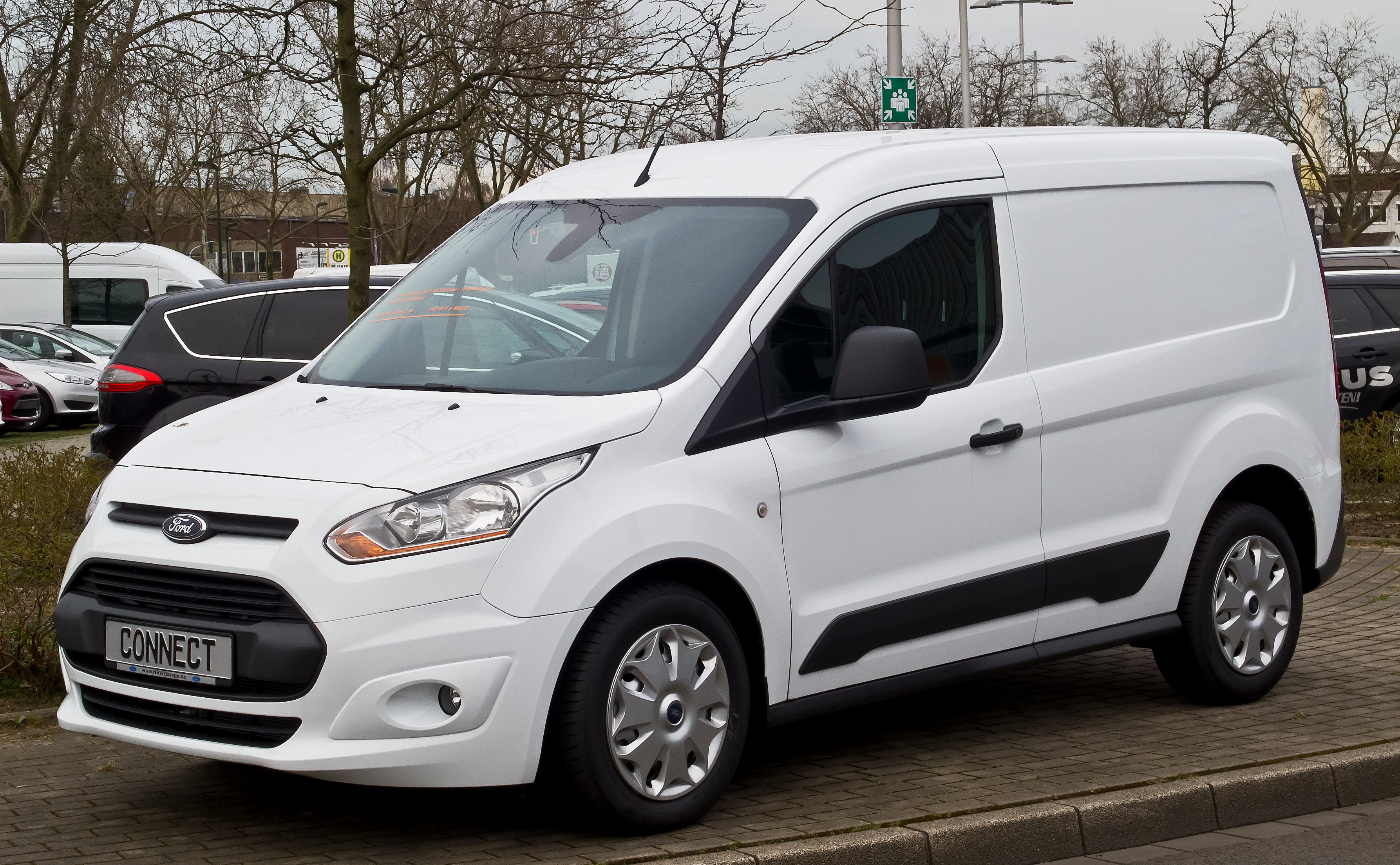
Ford Transit Connect (sinds 2013)
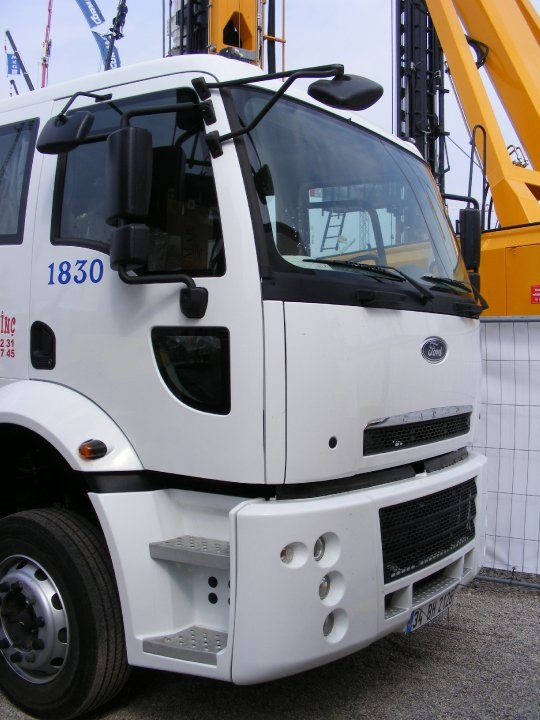
Ford Cargo